# Uemura Shōkō
Uemura Shōkō (japanisch 上村松篁; geb. 4. April 1902 in Kyōto; gest. 11. März 2001) war ein japanischer Maler der Nihonga-Richtung der Shōwa-Zeit.

## Leben und Werk
Uemura Shōko wurde in Kyōto geboren; seine Mutter war die Malerin Uemura Shōen. 1921 nahm er das Studium an der städtischen Kunstschule Kyōto (京都市立絵画専門学校 Kyōto shiritsu kaiga semmon gakkō) auf und konnte im selben Jahr auf der 3. Teiten-Ausstellung das Bild „Herbstbeginn in einem Garten“ (閑庭迎秋 Kantei geishū) zeigen. 1928 wurde er auf der Teiten speziell gewürdigt und zeigte dort und auf der Nachfolgeeinrichtung, der Shin-Bunten regelmäßig Bilder. Er beendete seine Studien 1930 und wurde 1936 dort Assistenzprofessor und 1953 Professor, als die Erhebung zur Hochschule (京都市立美術大学 Kyōto shiritsu bijutsu daigaku) erhoben wurde. 1968 ging Uemura in den Ruhestand.
Nach dem Pazifikkrieg stellte Uemura in der Nitten aus, beteiligte sich dann aber 1948, zusammen mit Yamamoto Kyūjin, Yoshioka Kenji, Okumura Kōichi, Akino Fuku und anderen, an der Gründung der Gruppe „Kreativen Kunst“ (創造美術 Sōzō bijutsu). 1951 vereinigte sich diese Gruppe mit der „Neuen Gesellschaft der kreativen Richtung“ (新制作派協会 Shin seisakuha kyōkai), eine Gruppe von Malern im sog. westlichen Stil (洋画 yōga), zur „Neuen kreativen Gesellschaft“ (新制作協会 Shin seisaku kyōkai). Die Mitglieder der „Kreativen Kunst“ bildeten dabei die bedeutendste Gruppe der Nihonga-Richtung.
1959 erhielt Uemura den Förderpreis des Kultusministers (芸術選奨文部大臣賞 Geijutsu senshō mombu daijin shō) und 1967 den Großen Preis des Kultusministers. 1974 trennten sich Uemura, Yamamoto und andere von der Neuen kreativen Gesellschaft und gründeten die „Kreative Malerei-Vereinigung“ (創画会), wobei Uemura einer der führenden Mitglieder wurde. Mit seinen „Blumen-und-Vögel-Bildern“ (花鳥画 Kachō-ga) versuchte Uemura die Malweise der Maruyama-Shijō-Schule weiterzuentwickeln. Er besuchte auch tropische Gegenden, die mit ihrer Helligkeit ebenfalls seine Malweise beeinflussten. – 1983 wurde er zur Person mit besonderen kulturellen Verdiensten ernannt, 1984 wurde er mit dem Kulturorden ausgezeichnet.
Repräsentative Werke sind „Nachtreiher“ (星五位 Hoshigoi; 1958), im Nationalmuseum für moderne Kunst Tokio und „Glitzernder Regen“ (燦雨 San’u; 1972) im Künstler-Nachlass.